# Octávio Cambalacho
 (janvier 2020).
Octávio Cambalacho est un footballeur portugais né et mort à des dates inconnues. Il évoluait au poste d'attaquant.

## Biographie

### En club
Il joue au sein du Vitória Setúbal dans les années 1920.
À une époque où la première division portugaise n'existait pas, les clubs portugais disputent leur championnat régional et une compétition appelée Campeonato de Portugal. Cette compétition se rapproche de l'actuelle Coupe du Portugal et était la plus haute des compétitions nationales. Avec Setúbal, en 1927, il remporte le championnat de la région de Lisbonne et est finaliste du Campeonato de Portugal dans une finale perdue sur le score de 0-3 contre le CF Belenenses.

### En équipe nationale
International portugais, il reçoit une sélection en équipe du Portugal. Le 17 avril 1924, il marque un but contre l'Italie (défaite 1-3 à Turin).

## Palmarès
Avec le Vitória Setúbal :
- Finaliste du Championnat du Portugal (ancêtre de la Coupe du Portugal) en 1927
- Champion de Lisbonne en 1927